# Васильєво (Калтасинський район)
Васи́льєво (рос. Васильево, башк. Васильев) — присілок у складі Калтасинського району Башкортостану, Росія. Входить до складу Тюльдинської сільської ради.
Населення — 31 особа (2010; 31 у 2002).
Національний склад:
- марійці — 100 %